# Château de Franc-Séjour
Le château de Franc-Séjour est un manoir situé sur la commune de Thiers dans la région Auvergne-Rhône-Alpes.

## Description
Le site est véritablement une maison forte de la fin du XVe siècle intégrée à un domaine comprenant le château formé de quatre corps de bâtiment entourant une cour intérieure et flanqué de deux tours, un parc avec jardins, potager, bassins, fontaine et murs de clôture, et des communs disposés autour d'une cour intérieure.